# Diferente (álbum de Paulo César Baruk)
Diferente é o quarto álbum de estúdio do cantor Paulo César Baruk, lançado em 2003 pela gravadora Bompastor.

## Faixas
1. Viver o Amor
2. Eu Não Me Esqueci de Ti
3. Te Amo Tanto
4. Alegria do Céu
5. Alegria do Céu (Interlúdio)
6. Homenzinho Torto
7. É Bom Louvar
8. Benditas Lágrimas
9. A Casa Caiu
10. Eu Sou de Deus
11. Prostrado
12. Com Teu Amor